# 2025年國家領導人列表
本列表列出2025年各國家的最高領導人、國家元首、政府首腦及其他重要領導人或是各国海外领土及属地的领导人。

## 非洲
| 国家                                                 | 国家元首                                                 | 国家元首照片                                   | 政府首脑                                             | 政府首脑照片 |
| ---------------------------------------------------- | -------------------------------------------------------- | ---------------------------------------------- | ---------------------------------------------------- | ------------ |
| 阿尔及利亚                                           | 總統 － 阿卜杜勒-马吉德·特本（2019年）                   |                                                | 總理 — 纳迪尔·拉尔巴维（2023年起）                   |              |
| 安哥拉                                               | 總統 － 若昂·洛倫索（2017年起）                          |                                                | 总统兼任                                             | 总统兼任     |
|                                                      | 總統 － 帕特里斯·塔隆（2016年起）                        |                                                | 总统兼任                                             | 总统兼任     |
|                                                      | 總統 － 杜馬·博科（2024年起）                            |                                                | 总统兼任                                             | 总统兼任     |
| 布吉納法索                                           | 總統 — 易卜拉欣·特拉奥雷（2022年起）                     |                                                | 總理 — 让·埃马纽埃尔·韦德拉奥果（2024年起）          |              |
|                                                      | 總統 — 埃瓦里斯特·恩達伊希米耶（2020年起）               |                                                | 總理 － 热尔韦·恩迪拉科布卡（2022年起）              | 空缺         |
| 喀麦隆                                               | 總統 － 保羅·比亞（1982年起）                            |                                                | 總理 － 约瑟夫·恩古特（2019年起）                    |              |
|                                                      | 總統 － 若澤·馬里亞·內維斯（2021年起）                   |                                                | 總理 － 烏利塞斯·科雷亞·席爾瓦（2016年起）           |              |
| 中非                                                 | 總統 － 福斯坦-阿爾尚熱·圖瓦德拉（2016年起）             |                                                | 總理 － 费利克斯·莫卢阿（2022年起）                  |              |
|                                                      | 总统 － 穆罕默德·代比（2021年起）                        |                                                | 總理 － 阿拉-马耶·哈里纳（2024年起）                 |              |
|                                                      | 總統 － 阿扎利·阿蘇馬尼（2016年起）                      |                                                | 总统兼任                                             | 总统兼任     |
| 刚果共和国                                           | 總統 － 德尼·薩蘇-恩格索（1997年起）                     |                                                | 總理 — 阿納托爾·科利內·馬科索 （2021年起）           |              |
| 刚果民主共和国                                       | 總統 － 菲利克斯·齊塞克迪（2019年起）                    |                                                | 總理 — 朱迪丝·苏米努瓦（2024年起）                   |              |
|                                                      | 總統 － 伊斯梅爾·奧馬爾·蓋萊（1999起）                   |                                                | 總理 － 阿卜杜勒卡德尔·卡米尔·穆罕默德（2013年起）   |              |
| 埃及                                                 | 總統 － 阿蔔杜勒-法塔赫·塞西（2014年起）                 |                                                | 總理 － 穆斯塔法·马德布利（2018年起）                |              |
| 赤道几内亚                                           | 總統 － 特奧多羅·奧比昂·恩圭馬·姆巴索戈（1979年起）      |                                                | 總理 －曼努埃尔·奥萨·恩苏·恩苏阿（2024年起）         | 空缺         |
|                                                      | 總統 － 伊薩亞斯·阿費沃爾基（1993年起）                  |                                                | 总统兼任                                             | 总统兼任     |
| 衣索比亞                                             | 總統 － 塔耶·阿茨克·塞拉西（2024年起）                   |                                                | 總理 － 阿比·艾哈迈德（2018年起）                    |              |
| 加彭                                                 | 總統 －布里斯·克洛泰爾·奧利吉·恩圭馬（2023年起）         |                                                | 过渡总理 －雷蒙·恩東·希馬（2023年起）                |              |
|                                                      | 總統 － 阿達馬·巴羅（2017年起）                          |                                                | 总统兼任                                             | 总统兼任     |
|                                                      | 总统 － 纳纳·阿库福-阿多（2017年－2025年1月7日）         |                                                | 总统兼任                                             | 总统兼任     |
| 总统 － 约翰·德拉马尼·马哈马（2025年1月7日起）       |                                                          |                                                | 总统兼任                                             | 总统兼任     |
| 几内亚                                               | 临时总统 － 馬馬迪·敦布亞（2021年起）                    |                                                | 總理 — 巴乌里（2024年起）                            |              |
|                                                      | 總統 － 烏馬羅·西索科·恩巴洛（2020年起）                 |                                                | 總理 － 鲁伊·杜阿尔特·德巴罗斯（2018年起）           | 空缺         |
|                                                      | 總統 － 阿拉薩內·瓦塔拉（2010年起）                      |                                                | 總理 － 罗贝尔·伯格雷·芒贝（2023年起）               |              |
|                                                      | 總統 — 威廉·魯托（2022年起）                             |                                                | 总统兼任                                             | 总统兼任     |
| 賴索托                                               | 國王 － 萊齊耶三世（1996年起）                           |                                                | 首相 — 薩姆·馬特卡內（2022年起）                     |              |
| 利比里亚                                             | 总统 － 约瑟夫·博阿凯（2024年起）                        |                                                | 总统兼任                                             | 总统兼任     |
| 利比亞                                               | 总统委员会主席 － 穆罕默德·門菲（2021年起）              |                                                | 总理 － 阿卜杜勒·哈米德·德贝巴（2021年起）           |              |
| 利比亞                                               | 总统委员会主席 － 穆罕默德·門菲（2021年起）              | 代理总理 － 奥萨马·哈马德（2023年起）          | 空缺                                                 |              |
| 马达加斯加                                           | 總統 －安德里·拉喬利納（2023年起）                       |                                                | 總理 － 克里斯蒂安·恩蔡（2018年起）                  |              |
| 马拉维                                               | 总统 — 拉扎勒斯·查克維拉（2020年起）                     |                                                | 总统兼任                                             | 总统兼任     |
|                                                      | 临时总统 — 阿西米·戈塔（2021年起）                       |                                                | 临时总理 — 阿卜杜拉耶·马伊加 （2024年起）            | 空缺         |
| 毛里塔尼亚                                           | 總統 － 穆罕默德·烏爾德·加祖瓦尼（2019年起）             |                                                | 總理 － 艾勒穆赫塔尔·乌尔德·艾贾伊（2024年起）       |              |
| 模里西斯                                             | 總統 － 达朗·戈库尔（2024年起）                          |                                                | 總理 － 纳文钱德拉·拉姆古兰（2024年起）              |              |
| 摩洛哥                                               | 國王 － 穆罕默德六世（1999年起）                         |                                                | 首相 — 阿齊茲·阿漢努什 （2021年起）                  |              |
| 莫桑比克                                             | 總統 － 菲利佩·紐西（2015年－2025年1月15日）             |                                                | 總理 － 阿德里亚诺·马莱亚内（2022年－2025年1月15日） |              |
| 莫桑比克                                             | 总统 － 丹尼尔·查波（2025年1月15日起）                   |                                                | 总理 － 马里亚·本温达·莱维（2025年1月15日起）        | 空缺         |
| 纳米比亚                                             | 總統 － 哈格·根哥布（2024年—2025年3月21日）              |                                                | 總理 － 莎拉·庫岡吉爾瓦（2015年－2025年3月21日）     |              |
| 纳米比亚                                             | 总统 － 內通博·南迪-恩代特瓦（2025年3月21日起）          |                                                | 总理 － 伊莱贾·恩古拉雷                              | 空缺         |
| 尼日尔                                               | 保卫祖国国家委员会主席 — 阿蔔杜拉赫曼·奇亞尼（2023年起） | 空缺                                           | 總理 －阿里·拉明·泽内（2023年起）                    |              |
| 奈及利亞                                             | 總統 － 博拉·蒂努布（2023年起）                          |                                                | 总统兼任                                             | 总统兼任     |
| 卢旺达                                               | 總統 － 保羅·卡加梅（2000年起）                          |                                                | 總理 － 愛德華·恩吉倫特（2017年起）                  |              |
| 圣赫勒拿、阿森松和特里斯坦-达库尼亚 （英國海外領地） | 總督 — 奈傑爾·菲利普斯（2022年起）                       |                                                | 首席大臣 — 茱莉·湯瑪斯（2021年起）                   |              |
| 聖多美和普林西比                                     | 總統 － 卡洛斯·維拉·諾瓦（2021年起）                     |                                                | 總理 － 帕特里斯·特羅瓦達（2022年－2025年1月9日）    |              |
| 聖多美和普林西比                                     | 總統 － 卡洛斯·維拉·諾瓦（2021年起）                     | 總理 － 伊尔扎·阿马多·瓦斯（2025年1月9－12日） |                                                      |              |
| 聖多美和普林西比                                     | 總統 － 卡洛斯·維拉·諾瓦（2021年起）                     | 總理 － 阿梅里科·拉莫斯（2025年1月12日起）     |                                                      |              |
| 塞内加尔                                             | 總統 － 巴西魯·迪奧馬耶·法耶（2024年起）                 |                                                | 總理 － 奥斯曼·松科 （2024年起）                     |              |
| 塞舌尔                                               | 總統 － 瓦韋爾·拉姆卡拉旺（2020年起）                    |                                                | 总统兼任                                             | 总统兼任     |
|                                                      | 總統 － 朱利葉斯·馬達·比奧（2018年起）                   |                                                | 首席部長 － 大卫·莫伊尼纳·森格（2023年起）           |              |
|                                                      | 總統 — 哈桑·謝赫·馬哈茂德（2022年起）                    |                                                | 總理 — 哈姆扎·阿卜迪·巴雷（2022年起）                |              |
| 索馬利蘭 （僅獲中華民國承認）                        | 總統—阿卜迪拉赫曼·穆罕默德·阿卜杜拉希（2024年起）        |                                                | 总统兼任                                             | 总统兼任     |
| 南非                                                 | 總統 － 西里爾·拉馬福薩（2018年起）                      |                                                | 总统兼任                                             | 总统兼任     |
| 南蘇丹                                               | 總統 － 薩爾瓦·基爾·馬亞爾迪特（2011年起）               |                                                | 总统兼任                                             | 总统兼任     |
| 苏丹                                                 | 過渡主權委員會主席 － 阿卜杜勒·法塔赫·布尔汉（2021年起） |                                                | 代理總理 － 奥斯曼·侯赛因 （2022年起）               | 空缺         |
|                                                      | 國王 － 姆斯瓦蒂三世（1986年起）                         |                                                | 首相 — 拉塞尔·德拉米尼（2023年起）                   |              |
| 坦桑尼亚                                             | 總統 — 薩米婭·蘇盧胡（2021年起）                         |                                                | 總理 － 卡西姆·馬嘉尼華（2015年起）                  |              |
| 多哥                                                 | 總統 － 福雷·納辛貝（2005年起）                          |                                                | 總理 － 維克多·托梅格·多貝（2020年起）               |              |
| 突尼西亞                                             | 總統 － 凱斯·賽義德（2019年起）                          |                                                | 總理 — 卡迈勒·马杜里（2024年－2025年3月20日）        | 空缺         |
| 突尼西亞                                             | 總統 － 凱斯·賽義德（2019年起）                          | 總理 — 萨拉·扎法拉尼（2025年3月21日起）        | 空缺                                                 |              |
| 乌干达                                               | 總統 － 約韋里·穆塞韋尼（1986年起）                      |                                                | 總理 — 罗宾娜·纳巴贾（2021年起）                     |              |
| 撒拉威阿拉伯民主共和國                               | 總統 － 蔔拉欣·加利（2016年起）                          |                                                | 總理 － 布赫拉亚·哈穆迪·巴尤恩（2020年起）           |              |
| 尚比亞                                               | 總統 — 哈凱恩德·希奇萊馬（2021年起）                     |                                                | 总统兼任                                             | 总统兼任     |
| 辛巴威                                               | 總統 － 埃默森·姆南加古瓦（2017年起）                    |                                                | 总统兼任                                             | 总统兼任     |

## 亞洲
| 国家                                              | 国家元首                                                | 国家元首照片                    | 政府首脑                                         | 政府首脑照片 | 最高领导人                            | 最高领导人照片 |
| ------------------------------------------------- | ------------------------------------------------------- | ------------------------------- | ------------------------------------------------ | ------------ | ------------------------------------- | -------------- |
| 阿富汗伊斯蘭酋長國（塔利班政權，未獲國際普遍承認) | 信士的埃米爾 － 海巴圖拉·阿洪扎達 （2021年起）          | 空缺                            | 代理總理 － 穆罕默德·哈桑·阿洪德（2021年起）     |              |                                       |                |
| 巴林                                              | 國王 － 哈邁德·本·伊薩·本·薩勒曼·阿勒哈利法（1999年起） |                                 | 首相 － 萨勒曼·本·哈马德·阿勒哈利法（2020年起）  |              |                                       |                |
|                                                   | 總統 － 穆罕默德·謝哈布丁·楚普（2023年起）              |                                 | 首席顾问 － 穆罕默德·尤努斯（2024年起）          |              |                                       |                |
| 不丹                                              | 國王 － 吉格梅·凱薩爾·納姆耶爾·旺楚克（2006年起）       |                                 | 首相 － 策林·托傑 （2024年起）                   |              |                                       |                |
|                                                   | 蘇丹 － 哈桑納爾·博爾基亞（1967年起）                   |                                 | 首相 － 苏丹兼任（1984年起）                     | 苏丹兼任     |                                       |                |
| 柬埔寨                                            | 國王 － 諾羅敦·西哈莫尼（2004年起）                     |                                 | 首相 － 洪瑪奈（2023年起）                       |              |                                       |                |
| 中华人民共和国                                    | 中共中央總書記 － 習近平（2012年起）                    |                                 | 國務院總理 － 李強（2023年起）                   |              | 最高領導人\| － 習近平（2012年起）    |                |
| 中华人民共和国                                    | 國家主席 － 習近平（2013年起）                          |                                 | 國務院總理 － 李強（2023年起）                   |              | 最高領導人\| － 習近平（2012年起）    |                |
| 香港特別行政區（中华人民共和国特别行政区）        | 行政長官 — 李家超（2022年起）                           |                                 | 行政首长兼任                                     | 行政首长兼任 |                                       |                |
| 澳門特別行政區（中华人民共和国特别行政区）        | 行政長官 — 岑浩輝 （2024年起）                          |                                 | 行政首长兼任                                     | 行政首长兼任 |                                       |                |
| 中華民國                                          | 總統 － 賴清德（2024年起）                              |                                 | 行政院院長 － 卓榮泰（2024年起）                 |              |                                       |                |
| 东帝汶                                            | 總統 — 若澤·拉莫斯·奧爾塔（2022年起）                   |                                 | 總理 － 沙納納·古斯芒（2023年起）                |              |                                       |                |
| 印度                                              | 總統 — 德拉帕迪·慕爾穆（2022年起）                      |                                 | 總理 － 納倫德拉·莫迪（2014年起）                |              |                                       |                |
| 印度尼西亞                                        | 總統 － 普拉博沃·蘇比延多（2024年起）                   |                                 | 总统兼任                                         | 总统兼任     |                                       |                |
| 伊朗                                              | 總統 － 馬蘇德·佩澤希齊揚（2024年起）                   |                                 | 总统兼任                                         | 总统兼任     | 最高領袖 － 阿里·哈梅內伊（1989年起） |                |
| 伊拉克                                            | 總統 — 阿蔔杜勒·拉蒂夫·拉希德（2022年起）               |                                 | 總理 — 穆罕默德·希亞·蘇達尼（2022年起）          |              |                                       |                |
| 以色列                                            | 總統 － 艾薩克·赫爾佐格（2021年起）                     |                                 | 總理 — 班傑明·納坦雅胡（2022年起）               |              |                                       |                |
| 日本                                              | 天皇 － 德仁（2019年起）                                |                                 | 內閣總理大臣 － 石破茂（2024年起）               |              |                                       |                |
| 约旦                                              | 國王 － 阿蔔杜拉二世（1999年起）                        |                                 | 首相 － 加法尔·哈桑（2024年起）                  |              |                                       |                |
|                                                   | 總統 －卡西姆若馬爾特·托卡耶夫（2019年起）              |                                 | 總理 — 奥尔扎斯·别克捷诺夫（2024年起）           |              |                                       |                |
|                                                   | 朝鮮勞動黨總書記（2012年起）－ 金正恩                   |                                 | 內閣總理 － 朴泰成（2024年起）                   |              | 最高領導人（2011年起）－ 金正恩       |                |
| 國務委員會委員長 － 金正恩（2016年起）            |                                                         |                                 | 內閣總理 － 朴泰成（2024年起）                   |              | 最高領導人（2011年起）－ 金正恩       |                |
| 最高人民会议常任委员会委员长 － 崔龙海            |                                                         |                                 | 內閣總理 － 朴泰成（2024年起）                   |              | 最高領導人（2011年起）－ 金正恩       |                |
|                                                   | 總統 － 李在明（2025年6月4日起）                        |                                 | 國務總理 — 韩悳洙（2022年起）                    |              |                                       |                |
| 科威特                                            | 埃米爾 － 米沙勒·艾哈邁德·賈比爾·薩巴赫（2023年起）     |                                 | 首相 — 艾哈邁德·阿蔔杜拉·薩巴赫（2024年起）      |              |                                       |                |
|                                                   | 總統 — 薩德爾·扎帕羅夫（2021年起）                      |                                 | 部長會議主席—阿德尔别克·卡瑟马利耶夫（2024年起） |              |                                       |                |
|                                                   | 老撾人革黨中央總書記 — 通倫·西蘇里（2021年起）          |                                 | 政府總理—宋賽·西潘敦（2022年起）                 |              |                                       |                |
| 國家主席 — 通倫·西蘇里（2021年起）                |                                                         |                                 | 政府總理—宋賽·西潘敦（2022年起）                 |              |                                       |                |
| 黎巴嫩                                            | 總統 － 约瑟夫·奥恩（2025年1月9日起）                   |                                 | 總理 － 納吉布·米卡提（2021年—2025年2月8日）     |              |                                       |                |
| 黎巴嫩                                            | 總統 － 约瑟夫·奥恩（2025年1月9日起）                   | 納瓦夫·薩拉姆（2025年2月8日起） |                                                  |              |                                       |                |

- 马来西亚
  - 最高元首 － 蘇丹依布拉欣·依斯邁（2024年起）
  - 首相 — 安華伊布拉欣（2022年起）
- 馬爾地夫
  - 總統 － 穆罕默德·穆伊茲（2023年起）
- 蒙古国
  - 總統—烏赫那·呼爾勒蘇赫（2021年起）
  - 總理
    1. 羅布森那木斯萊·奧雲額爾登（2021年—2025年5月）
    2. 贡布扎布·赞丹沙塔尔（2025年5月起）
- 緬甸
  - 國家管理委員會主席 - 敏昂來（2021年起）
  - 總統—敏昂來（代理；2024年起）
  - 總理—敏昂來（2021年起）
- 尼泊尔
  - 總統 － 拉姆·錢德拉·保德爾（2023年起）
  - 總理 — 卡德加·普拉薩德·夏爾馬·奧利（2024年起）
- 阿曼
  - 蘇丹兼首相—海賽姆·本·塔里克·賽義德（2020年起）
- 巴基斯坦
  - 總統 － 阿里夫·艾維（2018年起）
  - 總理 － 夏巴茲·謝里夫 （2024年起）
- 巴勒斯坦
  - 總統 － 馬哈茂德·阿巴斯（2005年起）
  - 總理 － 穆罕默德·阿什塔耶（2019年起）
- 菲律賓
  - 總統 — 小費迪南德·馬科斯（2022年起）
- - 埃米爾 － 塔米姆·本·哈邁德·阿勒薩尼（2013年起）
  - 首相 － 哈立德·本·哈里發·本·阿蔔杜勒·阿齊茲·阿勒薩（2020年起）
- 沙烏地阿拉伯
  - 國王 － 薩勒曼·本·阿蔔杜勒-阿齊茲·阿勒沙特（2015年起）
  - 大臣會議主席 — 王儲穆罕默德·本·薩勒曼（2022年起）
- 新加坡
  - 總統 － 尚達曼（2023年起）
  - 總理 － 黃循財（2024年起）
- 斯里蘭卡
  - 總統 － 阿努拉·庫馬拉·迪薩納亞克（2024年起）
  - 總理 — 哈麗妮·阿馬拉蘇里亞（2024年起）
- 叙利亚
  - 總統 － 艾哈迈德·沙拉（過渡；2024年起掌權 ，2025年1月29日正式就任）
  - 總理 － 穆罕默德·巴希爾（過渡；2024年起）
- - 總統 － 埃莫馬利·拉赫蒙（1992年起）
  - 總理 － 科基爾·拉蘇爾佐達（2013年起）
- 泰國
  - 國王 － 瑪哈·哇集拉隆功（2016年起）
  - 總理 － 貝東丹·欽那瓦（2024年起）
- 土耳其
  - 總統 － 雷傑普·塔伊普·艾爾多安（2014年起）
- - 總統 — 謝爾達爾·別爾德穆哈梅多夫（2022年起）
- 阿联酋
  - 總統 — 穆罕默德·本·扎耶德·阿勒納哈揚（2022年起）
  - 總理 － 穆罕默德·本·拉希德·阿勒馬克圖姆（2006年起）
- - 總統 － 肖開提·米爾則亞耶夫（2016年起）
  - 總理 － 阿蔔杜拉·阿里波夫（2016年起）
- 越南
  - 越共中央總書記 － 蘇林（2024年起）
  - 國家主席 － 梁強（2024年起）
  - 政府總理 － 范明政（2021年起）
- 也門
  -  葉門中央政府
    - 總統委員會主席 — 拉沙德·穆罕默德·阿里米（英语：Rashad al-Alimi）（2022年起）
    - 總理 － 邁茵·阿蔔杜勒馬利克·賽義德（2018年起）

  -  胡塞武裝組織 [k]
    - 總統 － 邁赫迪·馬沙塔（英语：Mahdi al-Mashat）（2018年起）
    - 總理 － 阿普杜勒-阿齊茲·本·哈蔔圖爾（英语：Abdel-Aziz bin Habtour）（2016年起）

## 歐洲
- 阿布哈茲 [l]
  - 總統 —
    1. 阿斯蘭·布扎尼亞（2020年-2025年4月2日）
    2. 巴德拉·贡巴（2025年4月2日起）

  - 總理 —
    1. 亞歷山大·安克瓦布（2020年-2025年4月2日）
    2. 弗拉基米爾·德爾巴（英语：Vladimir Delba）（2025年4月2日起）
- 阿尔巴尼亚
  - 總統 — 巴伊拉姆·貝加伊（2022年起）
  - 總理 － 埃迪·拉馬（2013年起）
- 安道尔
  - 安道爾親王
  - 1. 霍安·恩里克·比韋斯·西西利亞（2003年起）
    - 代表 － 約瑟夫·瑪麗亞·毛里（英语：Josep Maria Mauri）（2017年起）

  - 2. 埃馬紐埃爾·馬克龍（2017年起）
    - 代表 － 帕特里克·斯喬達（法语：Patrick Strzoda）（2017年起）

  - 首相 － Xavier Espot（英语：Xavier Espot）（2019年起）
- 亞美尼亞
  - 總統 — 瓦哈根·哈恰圖良（2022年起）
  - 總理 － 尼科爾·帕希尼揚（2018年起）
- 奥地利
  - 總統 － 亞歷山大·範德貝倫（2017年起）
  - 總理
    1. 卡爾·內哈默（2021年-2025年1月10日）
    2. 亚历山大·沙伦贝格（看守；2025年1月10日-3月3日）
    3. 克里斯蒂安·施托克爾（2025年3月3日起）
- - 總統 － 伊利哈姆·阿利耶夫（2003年起）
  - 總理 - 阿里·阿薩多夫 （2019年起）
- 白俄羅斯
  - 全國人民大會主席 － 亞歷山大·格里戈里耶維奇·盧卡申科（2024年起）
  - 總統 － 亞歷山大·格里戈里耶維奇·盧卡申科（1994年起）
  - 總理 - 羅曼·戈洛夫琴科（2020年起）
- 比利时
  - 國王 － 菲利普（2013年起）
  - 首相
    1. 亞歷山大·德克羅（2020年-2025年2月3日）
    2. 巴爾特·德韋弗（2025年2月3日起）
- - 波斯尼亞和黑塞哥維那主席團
    - 克羅埃西亞族代表 - 熱利科·科姆希奇 （2018年起）
    - 波士尼亞族代表 — 戴尼斯·貝契羅維奇（2022年起）
    - 塞爾維亞族代表 — 熱莉卡·茨維亞諾維奇（2022年起；主席：2024年起）

  - 部長會議主席 － 博里亞娜·克里什托（2023年起）
  - 高級代表—克里斯蒂安·施密特（2021年起）
- 保加利亚
  - 總統 － 魯門·拉德夫（2017年起）
  - 總理
    1. 迪米特爾·格拉夫切夫（看守；2024年-2025年1月16日）
    2. 罗森·热利亚兹科夫（2025年起）
- - 總統 - 佐蘭·米蘭諾維奇（2020年起）
  - 總理 － 安德烈·普蘭科維奇（2016年起）
- 賽普勒斯
  - 總統 － 尼科斯·赫里斯托祖利季斯（2023年起）
- 捷克
  - 總統 － 彼得·帕維爾（2023年起）
  - 總理—彼得·費亞拉（2021年起）
- 丹麦
  - 國王 －弗雷德里克十世（2024年起）
  - 首相 - 梅特·弗雷澤里克森（2019年起）
- 爱沙尼亚
  - 總統—阿拉爾·卡里斯（2021年起）
  - 總理 — 克里斯滕·米查爾（2024年起）
- 芬兰
  - 總統 — 亞歷山大·斯圖布（2024年起）
  - 總理 － 彼得里·奧爾波（2023年起）
- 法國
  - 總統 － 埃馬紐埃爾·馬克龍（2017年起）
  - 總理 — 弗朗索瓦·贝鲁（2024年起）
- （地理上為亞洲）
  - 總統 － 米哈伊尔·卡韦拉什维利（有爭議；2024年起）
  - 總理—伊拉克里·加里巴什維利（2021年起）
- 德国
  - 聯邦總統 － 弗蘭克-瓦爾特·施泰因邁爾（2017年起）
  - 聯邦總理—
    -       1. 奧拉夫·朔爾茨（2021年—2025年5月6日）
      2. 弗里德里希·默茨（2025年5月6日起）
- 直布罗陀 （英國海外領地）
  - 總督 － Ben Bathurst)爵士（2024年起）
  - 首席大臣 － 費比安·皮卡多（英语：Fabian Picardo）（2011年起）
- 希腊
  - 總統
    1. 卡特琳娜·薩凱拉羅普盧（2020年-2025年3月13日）
    2. Konstantinos Tasoulas（2025年3月13日起）

  - 總理 － 基里亞科斯·米佐塔基斯（2023年起）
- 根西 （英國皇家屬地）
  - 次總督（英语：Lieutenant Governor of Guernsey） － Richard Cripwell（英语：Richard Cripwell）（2022年起）
  - 政策和資源委員會主席（英语：Policy and Resources Committee of Guernsey） － Peter Ferbrache（2020年起）
- 匈牙利
  - 總統 —舒尤克·道馬什（2024年起）
  - 總理 － 奧班·維克多（2010年起）
- 冰島
  - 總統 － 哈德拉·托马斯多蒂尔（2024年起）
  - 總理 — 克丽丝特伦·弗罗斯塔多蒂尔（2024年起）
- 愛爾蘭
  - 總統 － 麥克·希金斯（2011年起）
  - 總理
    1. 西蒙·哈里斯（2024年-2025年1月23日）
    2. 邁克·馬丁（2025年1月23日起）
- 马恩岛（英國皇家屬地）
  - 次總督 － John Lorimer (British Army officer)（英语：John Lorimer）（2021年起）
  - 首席大臣 －霍華德·奎爾（英语：Howard Quayle）Alfred Cannan（2021年起）
- 義大利
  - 總統 － 塞爾焦·馬塔雷拉（2015年起）
  - 部長會議主席 — 喬治亞·梅洛尼（2022年起）
- 澤西（英國皇家屬地）
  - 次總督（英语：Lieutenant Governor of Jersey） — Jeremy Kyd（2022年起）
  - 首席大臣 — Lyndon Farnham（2024年1月30日起）
- 科索沃 [m]
  - 總統 - 韋約莎·奧斯曼尼（2021年起）
  - 總理—阿爾賓·庫爾蒂（2021年起）
  - 聯合國特別代表（英语：Special representative of the Secretary-General for Kosovo） － Caroline Ziadeh（英语：Caroline Ziadeh）（2021年起）[9]
- 拉脫維亞
  - 總統 － 埃德加斯·林克維奇斯（2023年起）
  - 總理 － 埃維卡·西利尼亞（2023年起）
- 列支敦斯登
  - 親王 － 漢斯·亞當二世（1989年起）
  - 監國 － 世子阿洛伊斯（2004年起）
  - 首相
    1. 丹尼爾·里施（2021年-2025年4月10日）
    2. 布丽吉特·哈斯（2025年4月10日起）
- 立陶宛
  - 總統 - 吉塔納斯·瑙塞達（2019年起）
  - 總理 - 金陶塔斯·帕卢茨卡斯（2024年起）
- 盧森堡
  - 大公
    1. 亨利（2000年-2025年10月3日）
    2. 紀堯姆（2025年10月3日起；2024年至此前任監國）

  - 首相 － 呂克·弗里登（2023年起）
- 北馬其頓
  - 總統 － 戈爾達娜·西莉婭諾夫斯卡-達夫科娃（2024年起）
  - 總理 — 赫里斯蒂揚·米茨科斯基（2024年起）
- 馬爾他
  - 總統 — 米麗婭姆·斯皮泰里·德博諾（2024年起）
  - 總理 - 羅伯特·阿貝拉（2020年起）
- 摩尔多瓦
  - 總統 - 馬婭·桑杜（2020年起）
  - 總理－ 多林·雷切安（2023年起）
- 摩納哥
  - 親王 － 阿爾貝二世（2005年起）
  - 國務大臣
    1. Didier Guillaume（2024年-2025年1月17日去世）
    2. Isabelle Berro-Amadeï（代理；2025年1月10日起）
- 蒙特內哥羅
  - 總統 － 雅科夫·米拉托維奇(2023年起）
  - 總理 — Milojko Spajić（2023年起）
- 荷兰王国
  - 國王 － 威廉-亞歷山大（2013年起）
  -  荷蘭 （荷蘭構成國）
    - 首相 － 迪克·斯霍夫（2024年起）
- 北賽普勒斯[n]
  - 總統 － 埃爾辛·塔塔爾（2020年起）
  - 總理 － Ünal Üstel（2022年起）
- 挪威
  - 國王 － 哈拉德五世（1991年起）
  - 首相—約納斯·加爾·斯特勒（2021年起）
- 波蘭
  - 總統 － 安傑伊·杜達（2015年起）
  - 總理 － 唐納德·圖斯克（2023年起）
- 葡萄牙
  - 總統 － 馬塞洛·雷貝洛·德索薩（2016年起）
  - 總理 － 路易斯·蒙特內格羅（2024年4月2日起）
- 羅馬尼亞
  - 總統
    1. 克勞斯·約翰尼斯（2014年-2025年2月12日）
    2. Ilie Bolojan（代理；2025年2月12日起）

  - 總理 － 馬切爾·喬拉庫（2023年起）
- 俄羅斯
  - 總統 － 佛拉迪米爾·佛拉迪米羅維奇·普丁（2012年起）
  - 政府主席 - 米哈伊爾·米舒斯金（2020年起）
- 圣马力诺
  - 執政官
  - 1、2.：Francesca Civerchia 和 Dalibor Riccardi（2024年-2025年4月1日）
  - 3、4.：Denise Bronzetti 和 Italo Righi（2025年4月1日-10月1日）
- 塞爾維亞
  - 總統 － 亞歷山大·武契奇（2017年起）
  - 總理 － 米洛什·武切维奇（2024年起）
- 斯洛伐克
  - 總統 — 彼得·佩萊格里尼（2024年起）
  - 總理 － 羅伯特·菲佐（2023年起）
- 斯洛維尼亞
  - 總統 — 娜塔莎·皮爾茨·穆薩爾（2022年起）
  - 總理 — 羅伯特·戈洛布（2022年起）
- 南奥塞梯 [o]
  - 總統 － Alan Gagloev（2022年起）
  - 總理 － Konstantin Dzhussoev（2022年起）
- 西班牙
  - 國王 － 費利佩六世（2014年起）
  - 首相 － 佩德羅·桑切斯（2018年起）
- 瑞典
  - 國王 － 卡爾十六世·古斯塔夫（1973年起）
  - 首相 — 烏爾夫·克里斯特松（2022年起）
- 瑞士
  - 瑞士聯邦委員會委員 － [p]

- 卡琳·凱勒-祖特爾（2019年起；現任主席：本年）
- 伊尼亞齊奧·卡西斯（2017年起）
- 居伊·帕姆蘭 （2016年起）
- 阿爾貝特·勒斯蒂 （2023年起）
- 伊麗莎白·鮑姆-施奈德 （2023年起）
- 維奧拉·阿姆赫德（2019年起）
- Beat Jans （2024年起）

- 德涅斯特河沿岸[q]
  - 總統 － 瓦季姆·克拉斯諾謝利斯基（2016年起）
  - 總理 － 亞歷山大·羅森貝格（英语：Aleksandr Rozenberg）（2022年起）
- 乌克兰
  - 總統 －弗拉基米爾·澤連斯基（2019年起）
  - 總理 - 傑尼斯·什米加爾（2020年起）
- 英国
  - 國王 － 查爾斯三世（2022年起）
  - 首相 — （2024年起）
- 梵蒂冈
  - 教宗 － 
    - 1. 方濟各（2013年－2025年4月21日）
    - 宗座出缺（2025年4月21日—2025年5月8日）
    - 2. 良十四世（2025年5月8日起）

  - 政府主席
    1. Fernando Vérgez Alzaga（2021年－2025年3月1日）
    2. 拉法埃拉·彼得里尼（2025年3月1日起）

## 北美洲
- （英國海外領地）
  - 總督（英语：Governor of Anguilla） — Julia Crouch（英语：Julia Crouch）（2023年起）
  - 首席部長
    1. Ellis Webster（2020年-2025年2月27日）
    2. Cora Richardson-Hodge（2025年2月27日起）
- 安地卡及巴布達
  - 君主 － 查理三世（2022年起）
  - 總督 － 羅德尼·威廉斯（2014年起）
  - 總理 － 加斯東·布朗恩（2014年起）
- 巴哈马
  - 君主 － 查理三世（2022年起）
  - 總督 - Cynthia Pratt（2023年起）
  - 總理 － 菲利普·戴維斯（2021年起）
- - 總統 － 桑德拉·梅森（2021年起）
  - 總理 － 米亞·莫特利（2018年起）
- - 君主 － 查理三世（2022年起）
  - 總督 － 察芙拉（2021年起）
  - 總理 — 強尼·布里仙紐（2020年起）
- 百慕大 （英國海外領地）
  - 總督（英语：Governor of Bermuda）
    1. 雷娜·拉爾吉（英语：Rena Lalgie）（2020年-2025年1月14日）
    2. Andrew Murdoch（2025年1月23日）

  - 總理 － 愛德華·大衛·伯特（2017年起）
- 英屬維爾京群島 （英國海外領地）
  - 總督（英语：Governor of the Virgin Islands） －Daniel Pruce（2024年起）
  - 總理 — Natalio Wheatley（2022年起）
- 加拿大
  - 君主 － 查理三世（2022年起）
  - 總督 — 瑪麗·梅·西蒙（2021年起）
  - 總理
    1. 賈斯汀·杜魯多（2015年-2025年3月14日）
    2. 馬克·卡尼 （2025年3月14日起）
- 开曼群岛 （英國海外領地）
  - 總督（英语：Governor of the Cayman Islands） － Jane Owen（2023年起）
  - 總理
    1. Julianna O'Connor-Connolly（英语：Julianna O'Connor-Connolly）（2023年-2025年5月6日）
    2. André Ebanks（英语：André Ebanks）（2025年5月6日起）
- - 總統 － 羅德里哥·查維斯·羅伯雷斯（2022年起）
- 古巴
  - 古共中央第一書記 — 米格爾·迪亞斯-卡內爾（2021年起）
  - 國家主席 － 米格爾·迪亞斯-卡內爾（2018年起）
  - 總理 － 曼努埃爾·馬雷羅（2019年起）
- 多米尼克
  - 總統 － 蕭芬尼·布頓（英语：Sylvanie Burton）（2023年起）
  - 總理 － 羅斯福·斯凱里特（2004年起）
- - 總統 — 路易斯·阿比納迪爾（2020年起）
- 薩爾瓦多
  - 總統 - 納伊布·布格磊（2019年起）
- 格瑞那達
  - 君主 － 查理三世（2022年起）
  - 總督 － 絲茜爾·拉格雷納德（2013年起）
  - 總理 — 迪根·米切爾（2022年起）
- - 總統 — 貝爾納多·阿雷瓦洛（2024年起）
- 海地
  - 總統 — 總統過渡委員會（2024年4月12日起，主席為Leslie Voltaire）
  - 總理 — 阿利克斯·迪迪埃·菲斯-艾梅（代理；2024年起）
- - 總統 — 希奧瑪拉·卡斯特羅（2022年起）
- 牙买加
  - 君主 － 查理三世（2022年起）
  - 總督 － 帕特里克·艾倫 （2009年起）
  - 總理 － 安德魯·霍尼斯（2016年起）
- 墨西哥
  - 總統 — 克勞迪婭·辛鮑姆（2024年10月1日起）
- （英國海外領地）
  - 總督
    1. 莎拉·特卡（英语：Sarah Tucker (diplomat)）（2022年-2025年4月8日）
    2. Harriet Cross（2025年4月23日起）

  - 總理 － Reuben Meade（2024年起）
- 荷蘭王國
  - 國王 - 威廉-阿歷山大（2013年起）
  -  阿鲁巴 （構成國）
    - 阿魯巴總督（英语：Governor of Aruba） － 阿方索·布克豪特（英语：Alfonso Boekhoudt）（2017年起）
    - 首相 － 伊芙琳·韋弗-克洛斯（2017年起）

  -   （荷蘭構成國）
    - 總督 － 露西爾·喬治-沃特（2013年起）
    - 總理 － 吉爾馬·皮薩斯（2021年起）

  -  荷屬聖馬丁 （構成國）
    - 總督（英语：Governor of Sint Maarten） － Ajamu Baly（2022年起）
    - 總理 — Luc Marcelina（2024年5月3日起）
- 尼加拉瓜
  - 總統 — 丹尼爾·奧蒂嘉（2007年起）和罗萨丽奥·穆里略（2025年1月30日起）（雙總統）
- 巴拿马
  - 總統 － 勞倫蒂諾·科爾蒂索（2019年起）
- 波多黎各 （美國非建制屬地）
  - 總督 - 佩德羅·皮爾路易西（2021年起）
- （法國海外領地）
  - 行政長官 － Xavier Lédée（法语：Xavier Lédée）（2022年起）
- 圣基茨和尼维斯
  - 君主 － 查理三世（2022年起）
  - 總督 － 瑪西拉·賴伯德（英语：Marcella Liburd）（2023年起）
  - 總理 — 特倫斯·德魯（2022年起）
- 圣卢西亚
  - 君主 － 查理三世（2022年起）
  - 總督 － Errol Charles （2024年起，此前自2021年代理）
  - 總理 — 菲利普·皮耶 （2021年起）
- 法属圣马丁 （法國海外領地）
  - 政府主席 － Louis Mussington（法语：Louis Mussington）（2022年起）
  - 議會主席 － 路易·穆星頓（英语：Louis Mussington）（2022年起）
- （法國海外領地）
  - 議會主席 － Thierry Devimeux（2018年起）
  - 區長 － 斯特凡·阿爾塔諾（英语：Stephane Artano）（2006年起）
- - 君主 － 查理三世（2022年起）
  - 總督 -蘇珊·杜根（英语：Susan Dougan）（2019年起）
  - 總理 － 龔薩福（2001年起）
- 千里達及托巴哥
  - 總統 － Christine Kangaloo（2023年起）
  - 總理
    1. 基思·羅利（2015年-2025年3月17日）
    2. Stuart Young（2025年3月17日-4月29日）
    3. 卡姆拉·珀塞德-比塞萨尔 （2025年4月29日起）
- （英國海外領地）
  - 總督（英语：Governor of the Turks and Caicos Islands） — Dileeni Daniel-Selvaratnam（英语：Dileeni Daniel-Selvaratnam）（2023年－現今）
  - 總理 — Washington Misick（2021年起）
- 美国
  - 總統
    1. 祖·拜登（2021-2025年1月20日）
    2. 當勞·侵（2025年1月20日起）
- 美屬維爾京群島 （美國島嶼地區）
  - 總督 － 小艾伯特·布莱恩（2019年起）

## 大洋洲
- 美属萨摩亚 （美國海外領地）
  - 總督—Lemanu Peleti Mauga（2021年起）
- - 君主 — 查理三世（2022年起）
  - 總督 — 薩曼莎·莫斯廷 （2024年起）
  - 總理 — 安東尼·艾班尼斯（2022年起）
- 圣诞岛 和  科科斯（基林）群島（合稱澳屬印度洋領地）
  - 總督- 大衛·赫利（2019年起）
  - 行政官 － Farzian Zainal（2023年起）
- 庫克群島 （新西蘭聯系邦）
  - 國王代表 － 湯姆·馬斯特斯（英语：Tom Marsters）（2013年起）
  - 總理 - 馬克·布朗（2020年起）
- 斐济
  - 總統 － Wiliame Katonivere（2021年起）
  - 總理 — 西蒂韋尼·蘭布卡（2022年起）
- 法屬玻里尼西亞 （法國海外領地）
  - 高級總督 － 雷諾·畢達（英语：Rene Bidal）（2016年起）
  - 政府主席 － 莫埃泰·博爾森（2023年起）
- 關島 （美國島嶼地區）
  - 總督 － Lou Leon Guerrero（2019年起）
- 基里巴斯
  - 總統 － 塔內希·馬茂（2016年起）[10]
- 马绍尔群岛
  - 總統 — 希爾達·海妮（2024年起）
- 密克羅尼西亞聯邦
  - 總統 － 韋斯利·西米納（2023年起）
- 瑙鲁
  - 總統 — 戴維·阿迪昂（2023年起）
- 新喀里多尼亞 （法國海外特別集體）
  - 高級專員（英语：List of colonial and departmental heads of New Caledonia） － Patrice Faure（法语：Patrice Faure）（2021年起）
  - 政府主席 － Louis Mapou（2021年起）
- 新西兰
  - 君主 － 查理三世（2022年起）
  - 總督 －辛迪·基羅（2021年起）
  - 總理 － 克里斯托弗·盧克森（2023年起）
- 纽埃 （新西蘭聯系邦）
  - 總理 - 多爾頓·塔格拉吉（英语：Dalton Tagelagi）（2020年起）
- （美國島嶼地區聯邦體）
  - 總督 － Arnold Palacios（2023年起）
- 帛琉
  - 總統—惠恕仁（2021年起）
- - 君主 － 查理三世（2022年起）
  - 總督 － 鮑勃·達達埃（2017年起）
  - 總理 - 詹姆斯·馬拉佩（2019年起）
- 皮特凯恩群岛 （英國海外領土）
  - 總督（英语：Governor of Pitcairn） — 伊安娜·湯瑪斯（2022年起）
  - 市長 － 西門·楊（英语：Simon Young）（2023年起）
- 萨摩亚
  - 國家元首 － 瓦萊托阿·蘇阿勞維二世（2017年起）
  - 總理—菲婭梅·內奧米·馬塔阿法（2021年起）
- 所罗门群岛
  - 君主 － 查理三世（2022年起）
  - 總督 - David Tiva Kapu（2024年起）
  - 總理 - 杰里迈亚·马内莱（2024年起）
- 托克勞 （新西蘭屬地）
  - 行政長官（英语：Administrator of Tokelau） — Don Higgins（2022年起）
  - 政府首長 － 阿費加·加瓦洛法（英语：Afega Gaualofa）（2016年起）
- - 國王 － 圖普六世（2012年起）
  - 首相
    1. Samiu Vaipulu（2024年-2025年1月22日）
    2. ʻAisake Eke（2025年1月22日起）
- - 君主 － 查理三世（2022年起）
  - 總督—托菲加·法拉尼（2021年起）
  - 總理 - 费莱蒂·特奥（2024年起）
- - 總統 — 尼克尼克·武羅巴拉武（2022年起）
  - 總理 — 夏洛特·薩爾維（2023年起）
- （法國海外屬地）
  - 高級行政官 － Herve Jonathan（2021年起）　
  - 政府首腦 － Munipoese Muliʻakaʻaka（英语：Munipoese Muliʻakaʻaka）（2022年起）

## 南美洲
- 阿根廷
  - 總統 － 哈維爾·米萊（2023年起）
- 玻利维亚
  - 總統 - 盧喬·阿爾塞（2020年起）
- 巴西
  - 總統 — 盧拉·達席爾瓦（2023年起）
- 智利
  - 總統 — 加夫列爾·博里奇（2022年起）
- 哥伦比亚
  - 總統 — 古斯塔沃·裴卓（2022年起）
- - 總統 － 丹尼爾·諾沃亞（2023年起）
- 福克蘭群島 （英國海外領土）
  - 總督（兼任 南乔治亚和南桑威奇群岛專員 — 艾莉森·布萊克（2022年起）
  - 行政長官 － Andy Keeling（2021年起）
- - 總統 - 伊爾凡·阿里（2020年起）
  - 總理 - 馬克·菲利普斯（2020年起）
- 巴拉圭
  - 總統 － 聖地亞哥·培尼亞（2023年起）
- 秘魯
  - 總統 — 迪娜·博魯阿特（2022年起）
  - 總理 — Gustavo Adrianzén（2024年起）
- 苏里南
  - 總統 - 昌·單多吉（2020年起）
- 乌拉圭
  - 總統
    1. 路易斯·拉卡列·波烏（2020年-2025年3月1日）
    2. 亞曼杜·奧爾西（2025年3月1日起）
- 委內瑞拉
  - 總統 －尼古拉斯·馬杜羅（2013年起）

## 外部鏈接
- CIDOB Foundation（页面存档备份，存于） 政治領導人記錄 （西班牙文）
- Portale Storia 各國領導人列表 （西班牙文）
- Rulers（页面存档备份，存于） 以時間及地區排序的領導人列表 （英文）
- WorldStatesmen（页面存档备份，存于）有關各地領導人的網絡百科全書 （英文）